# Middle Stewiacke
Middle Stewiacke est une petite communauté en Nouvelle-Écosse au Canada. Elle est située dans le comté de Colchester dans la vallée de la Stewiacke.